# Satyrichthys isokawae
Satyrichthys isokawae är en fiskart som beskrevs av Yatou och Okamura, 1985. Satyrichthys isokawae ingår i släktet Satyrichthys och familjen Peristediidae. Inga underarter finns listade i Catalogue of Life.